# Gra o życie (film 2008)
Gra o życie (ang. Pistol Whipped) – film sensacyjny z 2008 roku.

## Fabuła
Matt Conlin, były policjant, obecnie nałogowy hazardzista, jest zadłużony w kasynie na milion dolarów. Tajna organizacja rządowa, która chce, by Matt dla niej pracował, wykupuje jego dług, a następnie zmusza do współpracy. Na jej polecenie ma eliminować groźnych przestępców, których pieniądze i wpływy stawiają ponad prawem. Gdy jednak Matt odmawia zlikwidowania skorumpowanego policjanta, którego mylnie uważa za niewinnego, staje w sytuacji bez wyjścia.

## Obsada
- Steven Seagal - Matt Conlin
- Lydia Jordan - Becky
- Lance Henriksen - stary człowiek
- Renee Elise Goldsberry - Drea
- Blanchard Ryan - Liz
- Arthur J. Nascarella - Bruno
- Paul Calderón - Blue
- Mark Elliot Wilson -  Steve Shacter
- Wass Stevens - Tim Wheeler
- Niall Griffiths